# Гюнар Столесен
Гюнар Столесен (норв. Gunnar Staalesen; нар. 19 жовтня 1947, Берген, Норвегія) — норвезький письменник, відомий своїми кримінальними романами. Столесен має ступінь кандидата філологічних наук Бергенського університету, працював у найстарішому норвезькому театрі «Національна сцена».

## Біографія
Гюнар Столесен народився у норвезькому місті Берген, де він у 1966 році закінчив Бергенську катедральну школу. Письменник вивчав англійську і французьку мови та літературознавство. У 1976 році він отримав ступінь кандидата філологічних наук Бергенського університету. Протягом двох періодів (1972–73, 1976–87) працював секретарем із інформації у норвезькому театрі «Національна сцена», а з 1987 року цілковито займається літературною діяльністю.
З 1970 року він публікує кримінальні романи, найуспішнішими з яких є цикл творів про приватного детектива Варга Веума. Ці твори відповідають стилю «крутого детективу» романів Реймонда Чандлера та Росса Макдональда.
Столесен опублікував 25 романів, два з яких у співпраці з іншими авторами, три збірки оповідань та текстових збірок; написав 12 п'єс, серед яких є оригінальні п'єси, драми та адаптації власних творів і творів інших авторів, а також чотири твори для прослуховування.
Окрім детективного жанру, Столесен є майстром й інших літературних напрямків. У його доробку — три пригодницькі романи для дітей і молоді, а також трилогія «1900. Morgenrød» (1997—2000) — роман про Берген і Норвегію позаминулого століття. Крім того, дії майже всіх романів Столесена відбуваються у Бергені.
Письменник є лауреатом кількох норвезьких, шведських та данських літературних нагород.
Проживає зі своєю сім'єю у Бергені.

## Вибрані твори
- 1979: Навіки твій (Din til døden)
- 1980: Спляча красуня спала сто років (Tornerose sov i hundre år)
- 1981: Жінка в холодильнику (Kvinnen i kjøleskapet)
- 1983: Поночі всі вовки сірі (I mørket er alle ulver grå)
- 1985: Похорон був скромний (Hekseringen)
- 1988: Чорна вівця (Svarte får)
- 1991: Гіркі квіти (Bitre blomster)
- 2006: Вбивці смерті (Dødens drabanter)
- 2008: Холодні серця (Kalde hjerter)